# Фризская национальная партия
Фризская национальная партия (з.-фриз. Fryske Nasjonale Partij; нидерл. Friese Nationale Partij, FNP) — фризская националистическая политическая партия, действующая в Нидерландах. Она преимущественно участвует в политике на местном уровне, на национальном уровне партия входит в состав Независимой сенатской группы, на европейском — в Европейский свободный альянс.

## История
Фризская национальная партия была основана в 1962 году молодыми активистами Фризского движения (з.-фриз. Fryske Nasjonale Partij). Они пропагандировали важность фризского языка (западнофризского), культуры и спорта. Это движение было создано как реакция на использование нидерландского языка в проповедях нидерландских реформатских церквей во Фрисландии. Фризское движение поддерживало связи с реформированной к тому времени Антиреволюционной партией, представители которой, однако, на местных выборах 1962 года выступали за то, что интересы фризов менее важны, чем национальные интересы Нидерландов.
В 1966 году Фризская национальная партия сумела получить на выборах одно место в Провинциальном и Муниципальных советах. В 1995 году она вступила в объединение с провинциальными партиями и «Зелёными», известное как Независимая сенатская группа, чтобы получить возможность иметь своё место в национальном Сенате. В период с 1995 по 2003 год место от этой группы в Сенате занимал представитель Зелёных, с 2003 по 2011 и с 2015 по 2019 — Хенк тен Хуве, член ФНП.

## Идеология
ФНП представляет собой регионалистско-националистическую партию, выступающую за федеральную политическую систему, при которой фризы должны получить больший уровень автономии. Также её члены отстаивают идеи большего участия фризов в деятельности правительства страны, защиты и признания фризского языка, а также выступают за передачу контроля над запасами природного газа в фризских землях непосредственно фризам.
Согласно опросу 554 членов партии, проведённому в 2009 году Исследовательским центром европейской политики при Университете Стратклайда, 5,05% членов Фризской национальной партии определили себя как крайне левых на политическом спектре, 13,9% как левых, 28,16% как левоцентристов, 17,51% как центристов, 14,98% как правоцентристов, 7,4% как правых и 2,53% как крайне правых, при этом 10,47% не сумели определиться. 

## Отношения с другими партиями
Фризская национальная партия поддерживает дружественные отношения с другими нидерландскими региональными партиями, такими, например, как «Партия Новый Лимбург», с которыми она входит в Независимую сенатскую группу. Исторически она также поддерживала тесные связи с левохристианской Политической партией радикалов.